# Delphinine
La delphinine (C33H45NO9) est un alcaloïde existant dans la staphisaigre dont elle reprend le nom latin delphinium. Elle se présente sous la forme d'un solide cristallisé, blanc, inodore, de saveur amère, puis âcre, soluble dans l'alcool et l'éther.
C'est un poison paralysant.